# Comuna Solonți, Mirhorod
Solonți (în ucraineană Солонці) este o comună în raionul Mirhorod, regiunea Poltava, Ucraina, formată din satele Bessarabî, Koptiv, Marenîci și Solonți (reședința).

## Demografie
Componența lingvistică a comunei Solonți
     Ucraineană (97,9%)
     Rusă (1,84%)
     Alte limbi (0,26%)
Conform recensământului din 2001, majoritatea populației comunei Solonți era vorbitoare de ucraineană (97,9%), existând în minoritate și vorbitori de rusă (1,84%).